# Цинкографія

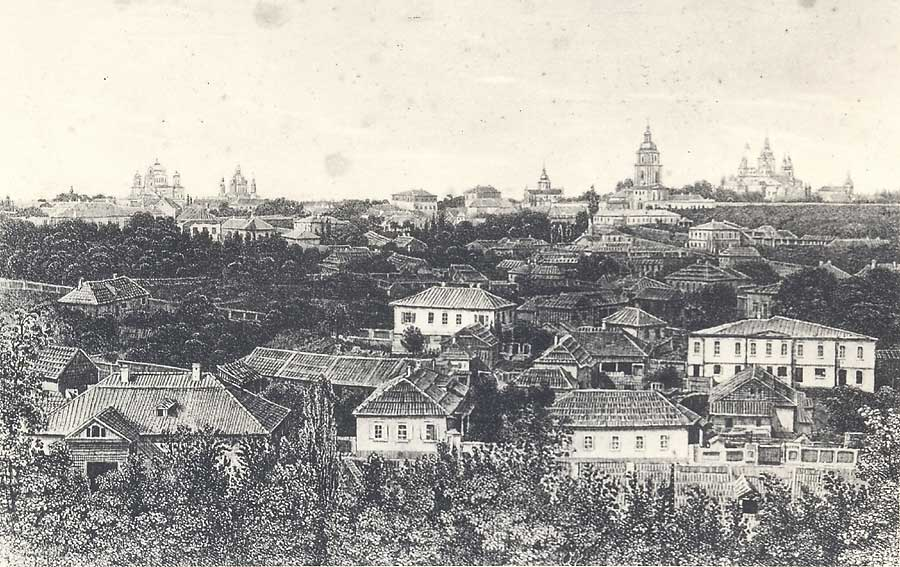
Цинкографія: Вид Києва (1870–1880) рр.

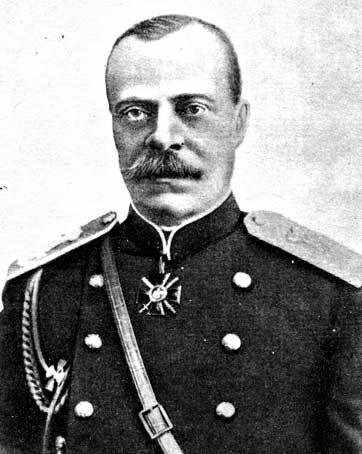
Цинкографія: Принц А. П. Ольденбургський (1910-х рр.)

Цинкогрáфія — фотомеханічний процес виготовлення кліше (ілюстрованих форм високого друку) шляхом фотографічного переносу зображення на цинкову або іншу пластину, поверхню якої потім піддається травленню кислотою в пробільних ділянках зображення.